# Johann Heinrich von Keyserlingk

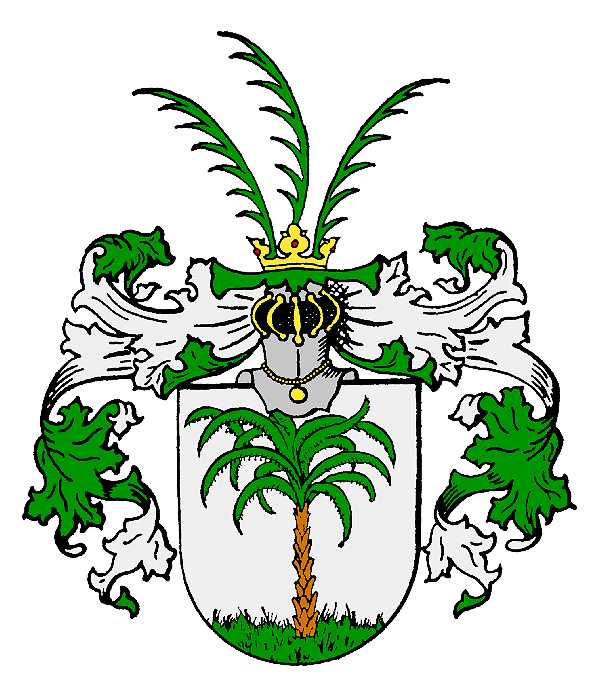
Wappen derer von Keyserlingk

Johann Heinrich von Keyserlingk (auch Johann Heinrich I. von Keyserling oder Keyserling; † 18. März 1734) war ein kurländischer Landesbeamter, Landmarschall und gehörte als Kanzler dem Oberrat im Herzogtum Kurland und Semgallen an. Er stammte aus dem alten westfälisch-baltischen Adelsgeschlecht der von Keyserlingk.

## Werdegang
Johann Heinrich I. von Keyserling war zuerst königlich polnischer Kammerherr. Nach seiner Übersiedlung in das Herzogtum Kurland und Semgallen war er von 1707 bis 1710 Oberhauptmann von Golding und wurde anschließend im Jahre 1711 bis 1712 zum ersten Mal Landmarschall und 1717 bis 1718 zum zweiten Mal. Von 1718 bis 1727 war er herzoglicher Kanzler im Herzogtum Kurland und Semgallen. Eine polnische Kommission veranlasste seine Absetzung, weil er sich für die freie Herzogwahl eingesetzt hatte.
Er war Besitzer folgender Güter: Dserwen (1704–29), Ligutten (-1712), Rudbahren (1724–28), Remessen (-1724), Sallenen, Bächhof bei Neuenburg, Schloss Hasenpoth (seit 1724), sowie Muischazeem u. Gaiken (seit 1729).

## Familie und Nachkommen
Seine Eltern waren der kurländische Freiherr Georg Johann I. von Keyserlingk (* um 1629, † 20. Januar 1705), Herr auf Rudbahren, Bächhof, Remessen und Sallenen im Kurland und der Margarethe Anna eine geborene  Rappe (* um 1643, † 15. November 1721) aus dem Hause Sallenen. Johann Heinrich I. war mit Anna Maria Nolde aus dem Hause Gramsden ( † 25. April 1696) und mit Margarethe Anna von Schlippenbach († 4. März 1740) verheiratet.
Kinder aus der Ehe mit Anna Maria:
- Heinrich Ernst von Keyserlingk (1693–1764), verheiratet mit Benigna Gottliebe von Fircks
- Michael Georg von Keyserlingk († 1751), verheiratet mit Catharina Sybilla von der Osten-Sacken
- Johann Christoph von Keyserlingk († 1754), verheiratet mit Juliana Margarethe von Strandmann

Kinder aus der Ehe mit Margarethe Anna:
- Anna Elisabeth von Keyserlingk († 6. Juli 1751), war mit Pete IV. von Kosull (1678–1735) verheiratet
- Elisabeth Magdalena von Keyserlingk (1704–1755), war mit Christian Sigismund von Stromberg (1712–1755) verheiratet
- Johann Heinrich II. von Keyserlingk († 1754), war mit Elisabeth Juliane von Mirbach († 1739) verheiratet
- Friedrich Wilhelm von Keyserlingk († 1761), war mit Elisabeth von Rappe verheiratet
- Anna Maria von Keyserlingk war mit Christian Georg von Stromberg verheiratet
- Anna Margareta von Keyserlingk (1709–1793), war mit Christopher Reinhold von Fircks († 1747) verheiratet